# Andrea Carrera

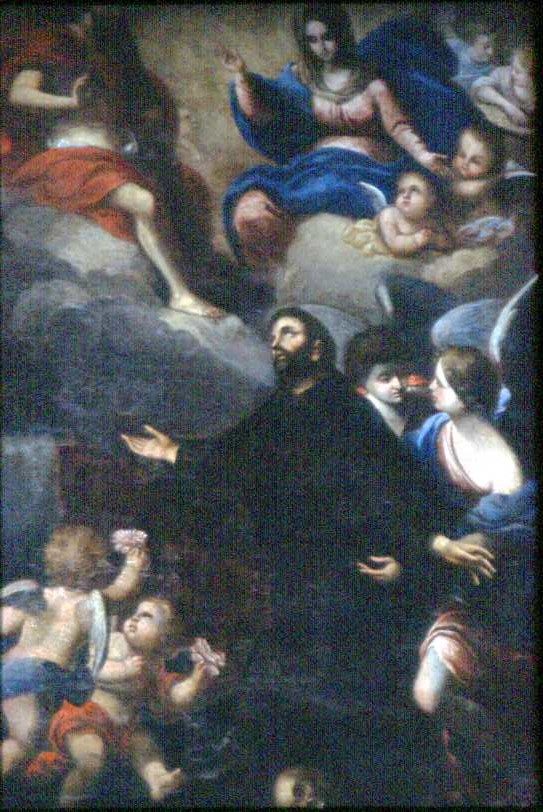
San Francesco che chiede l'indulgenza della Porziuncola (1677?)

Andrea Carrera, o Carreca (Trapani, 1590 – Palermo, 3 febbraio 1677), è stato un pittore italiano del Barocco siciliano attivo soprattutto in Sicilia.

## Biografia
Nato a Trapani tra la fine del XVI sec. e gli inizi del XVII da Salvatore di Andrea e da Mattia di Vincenzo, fu nipote dei pittori Vito e Giuseppe Carrera; ha compiuto gli studi letterari e filosofici nella città natale, proseguendo con gli studi giuridici in diritto civile e canonico a Catania. Fu allievo dello zio Vito Carrera e frequentatore della bottega di Pietro Novelli a Palermo e di Van Dyck a Roma.
Andrea fu un pittore originale e celebre disegnatore; i suoi dipinti su tavola hanno un chiaro riferimento all'arte del Caravaggio che lavorò a Palermo nel 1609.
Diverse sono le sue opere che si trovano soprattutto a Trapani, in alcuni vari paesi della Sicilia occidentale e a Palermo; alcune di esse si trovano nel Museo Pepoli e provengono in genere da chiese non più esistenti. Tra queste ci sono: il Sogno di Giacobbe, la Madonna col Bambino. S. Antonio e angeli, la Madonna del Rosario, il S. Alberto carmelitano, dalle quali si possono vedere i riferimenti culturali del Carrera: la pittura veneta, Caravaggio, Van Dyck, e soprattutto Novelli.
Nel 1672 ha realizzato gli affreschi della cappella del Santissimo nella Cattedrale di Palermo; fece anche degli affreschi per una cappella della chiesa di Casa Professa e per il presbiterio della chiesa di San Giuseppe dei Teatini (con la collaborazione di Giacinto Calandricci) e nel 1675 alcune dipinti nella cappella di San Gaetano all'interno della cattedrale di Mazara del Vallo.
A Trapani sono conservate altre sue opere: nella collegiata di San Pietro Apostolo, nella chiesa di Santa Maria del Soccorso o «Badia Nuova» e un dipinto raffigurante San Pietro martire nella chiesa di San Domenico. Altri affreschi eseguiti per una cappella della chiesa di Casa Professa.
Morì in età avanzata a Palermo, il 13 febbraio 1677, ed è sepolto nella chiesa di San Giuseppe dei Teatini.

## Opere

### Agrigento e provincia
- XVII secolo, Sacra Famiglia, dipinto, opera custodita nella chiesa di San Giuseppe di Casteltermini.

### Trapani e provincia
Alcamo
- 1652, San Francesco di Paola, dipinto su tavola, opera custodita nella Badia Nuova.
- 1658, Madonna del Rosario, dipinto su tela, opera custodita nella chiesa dei santi Cosma e Damiano.
- 1669, Madonna degli Angeli, dipinto su tela, opera custodita nella chiesa dei santi Cosma e Damiano.
- 1677c., San Francesco che chiede l'indulgenza della Porziuncola, chiesa di San Francesco d'Assisi.

Erice
- 1664, Sant'Anna, dipinto su tela, opera custodita nel santuario di Sant'Anna.[5]
- 1667, Lapidazione di Santo Stefano, dipinto su tela, opera custodita nella chiesa di San Cataldo.
- 1667, San Tommaso d'Aquino, dipinto su tela, opera documentata nel convento dell'Ordine dei frati predicatori di San Domenico di Guzmán della chiesa di San Michele.
- XVII secolo, Santa Marta e Santa Maria Maddalena, dipinto su tela, opera proveniente dalla chiesa del Santissimo Salvatore ed esposta nel Museo civico «Antonino Cordici».

Salemi
- XVII secolo, San Rocco, dipinto su tela, opera custodita nella chiesa di San Biagio.
- XVII secolo, Santi Filippo e Giacomo, dipinto su tela, opera custodita nella chiesa di San Biagio.

Valderice
- 1654, Trinità con Vergine Maria, dipinto su tela, opera presente nel santuario di Nostra Signora della Misericordia.
- 1654, Madonna della Misericordia, dipinto su tela, opera custodita nel santuario di Nostra Signora della Misericordia.[5]

Trapani
- 1639, San Giorgio e il drago, olio su tela, opera custodita nella cattedrale di San Lorenzo.
- XVII secolo, Ciclo, affreschi volte dell'abside, opere documentate nella cattedrale di San Lorenzo.
- XVII secolo, Nazzareno che abbraccia la croce, dipinto su tela, basilica santuario di Maria Santissima Annunziata.
- XVII secolo, Estasi di San Nicolò da Tolentino, dipinto su tela, opera conservata nella chiesa di Santa Maria dell'Itria.
- XVII secolo, San Pietro Martire, dipinto su tela, opera custodita nella chiesa di San Domenico.[3]
- XVII secolo, Estasi di Santa Caterina, dipinto, opera custodita nella chiesa della Badìa Nuova.[6]
- XVII secolo, San Tommaso d'Aquino, dipinto, opera custodita nella chiesa della Badìa Nuova.
- XVII secolo, La Trasfigurazione, San Paolo e San Pietro che chiama all'apostolato Sant'Andrea, opere custodite nella collegiata di San Pietro.[3]
- XVII secolo, Madonna del Rosario con San Domenico e Santa Caterina, opera custodita nell'Episcopio.
- XVII secolo, Angelo Custode, dipinto su tela, attribuzione, opera documentata nell'Oratorio dell'Angelo Custode attualmente custodita nei depositi del Museo regionale Agostino Pepoli.
- XVII secolo, San Giovanni Evangelista, dipinto su tela, opera documentata nella chiesa di San Giovanni Battista.

### Palermo e provincia
- 1670c., Santa Rosalia, dipinto su tavola, opera custodita nella "Cappella di Santa Rosalia" della chiesa di San Domenico di Palermo.[7]
- XVII secolo, Santa Cecilia, attribuzione, pittura su tela proveniente dall'ex Istituto del Sacro Cuore, già villa Pignatelli Aragona Cortes all'Olivuzza, oggi custodita nella Sala Rossa de Le Stanze del Vescovo o Sala Novelli del Museo diocesano di Palermo.
- XVII secolo, Santa Teresa, opera documentata nella sacrestia della chiesa di Santa Teresa alla Kalsa di Palermo.
- XVII secolo, Santa Brigida in gloria, opera custodita nella cappella eponima della chiesa di Santa Maria della Catena di Palermo.[8]
- XVII secolo, Sant'Onofrio in ginocchio, affresco, opera presente nella volta dell'antioratorio della chiesa di Sant'Onofrio di Palermo.
- XVII secolo, Ciclo, affreschi dell'abside con la collaborazione di Giacinto Calandricci, opere presenti nella chiesa di San Giuseppe dei Teatini di Palermo.
- XVII secolo, Natività, olio su tela, Palermo, Monastero di Santa Caterina al Cassaro.
- 1660, Annunciazione, dipinto su tavola, opera custodita nel duomo di Santa Maria Assunta di Sclafani Bagni.

## Opere distrutte o dubbie
- 1644, San Carlo Borromeo, dipinto eseguito su commissione del cardinale Vincenzo Artale per la cattedrale metropolitana della Santa Vergine Maria Assunta. L'opera dispersa è identificabile con una tela di analogo soggetto custodita nel seminario minore di Baida.[1]
- 1672, Ciclo, decorazioni a fresco, opere documentate nella Cappella del Sacramento, distrutte nel restauro settecentesco della cattedrale metropolitana della Santa Vergine Maria Assunta di Palermo.

## Galleria d'immagini

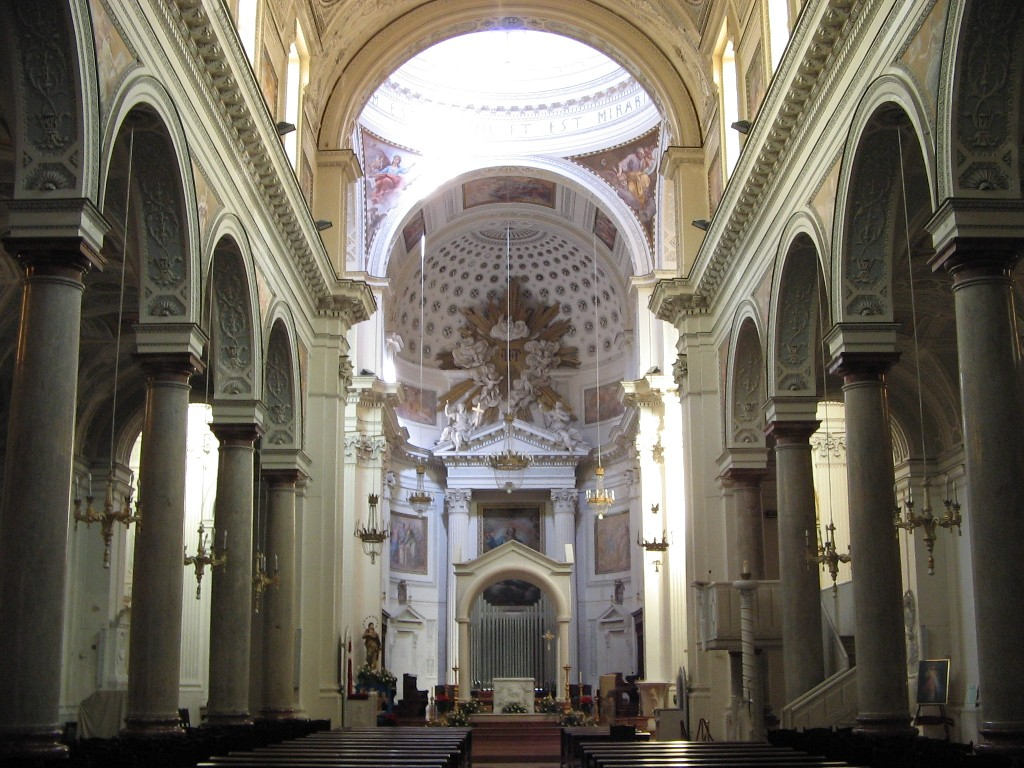
Abside della Cattedrale di San Lorenzo di Trapani.
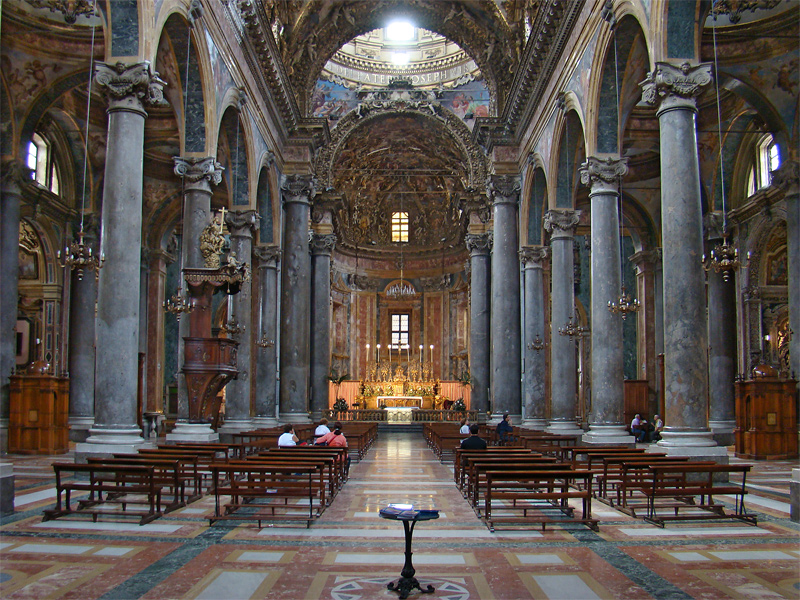
Abside della Chiesa di San Giuseppe dei Teatini.
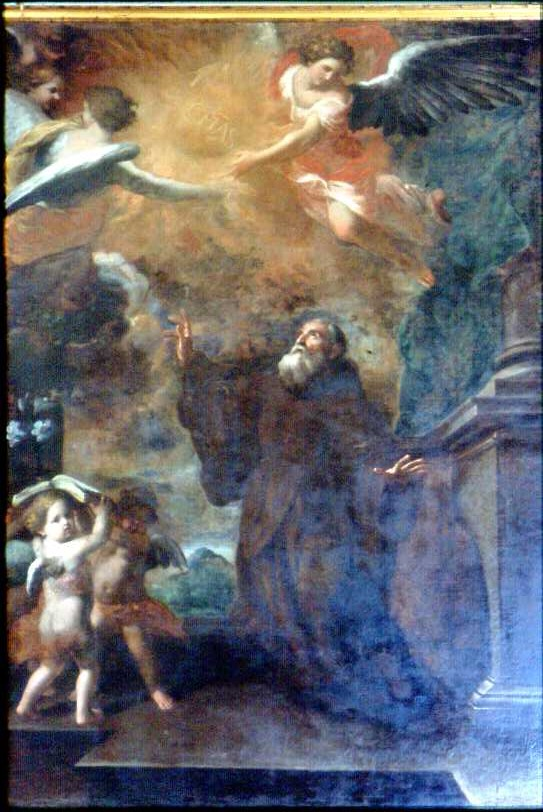
San Francesco di Paola nella Badia Nuova di Alcamo
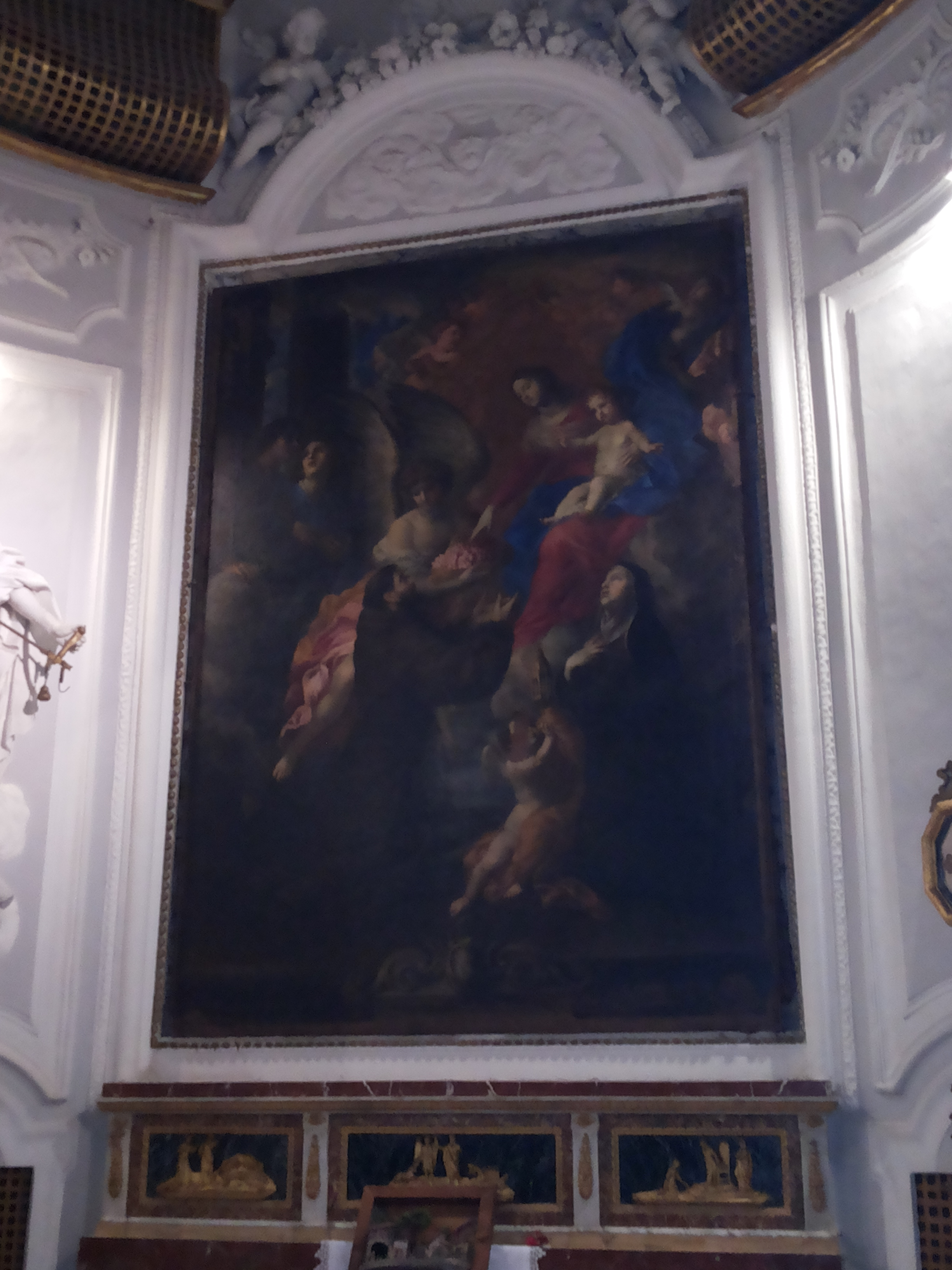
Madonna degli angeli, tela di Andrea Carrera (1669)
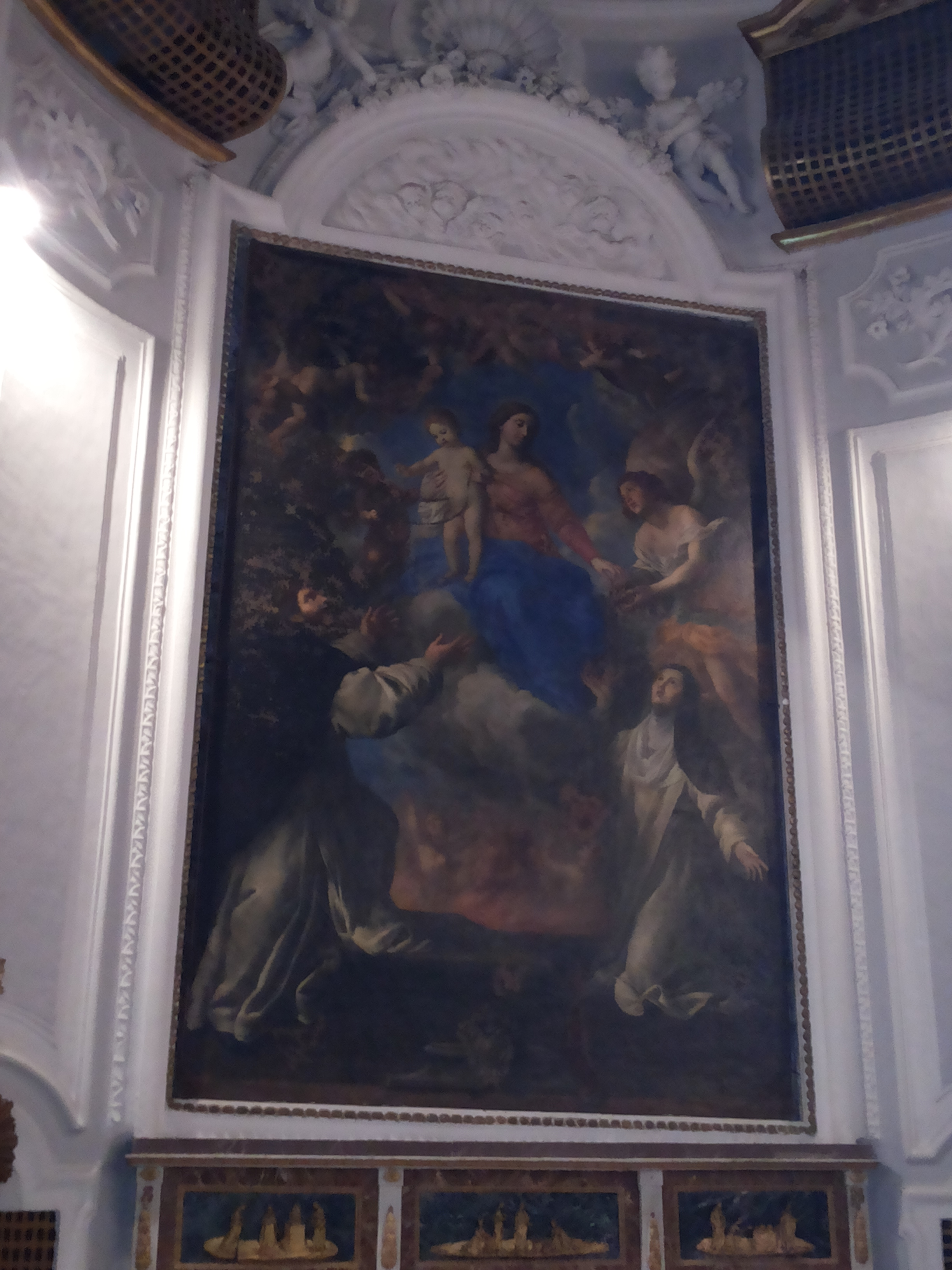
Madonna del Rosario (1658)
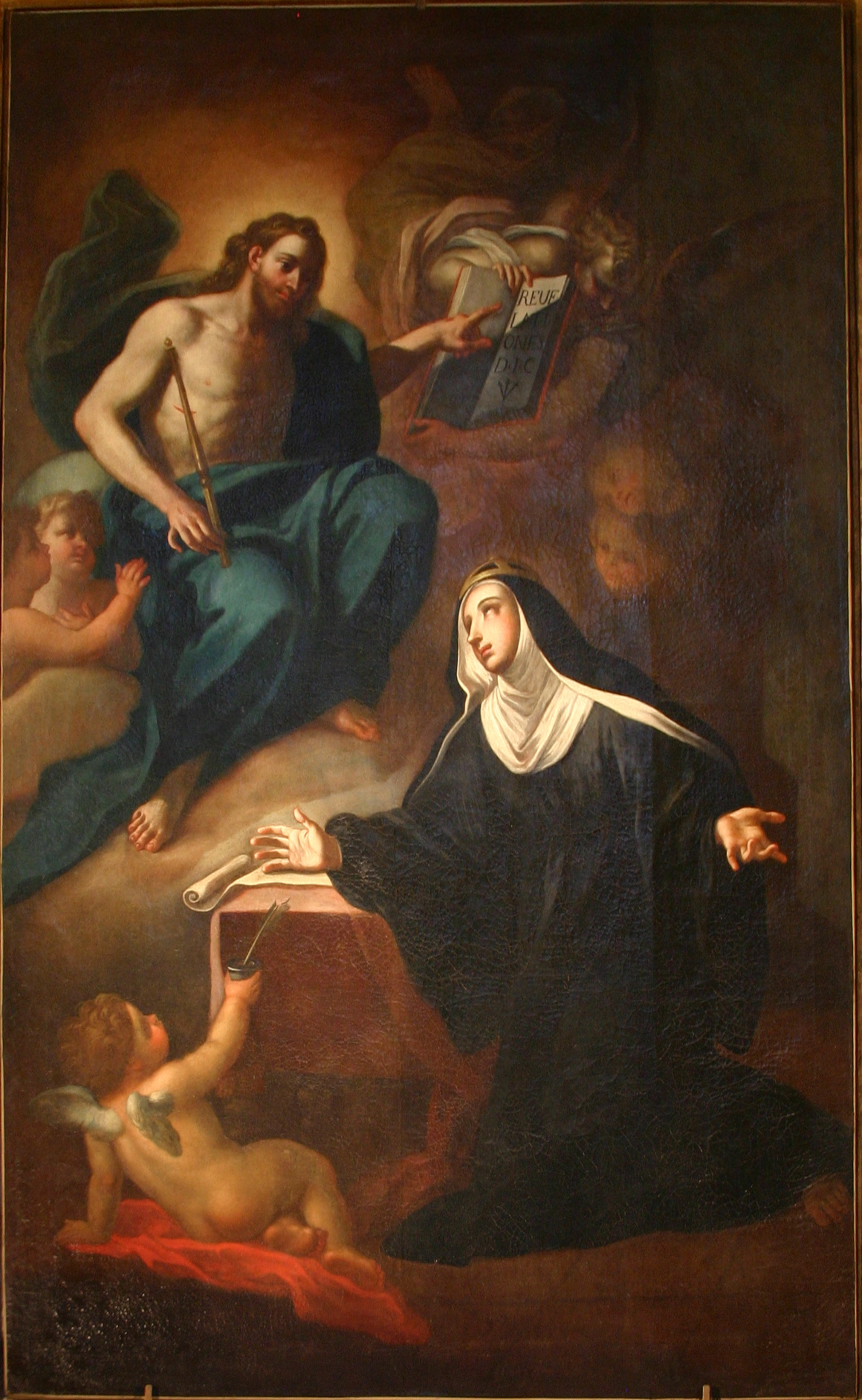
Santa Brigida in gloria - Santa Maria della Catena - Palermo